# Talking with the Taxman about Poetry
Talking with the Taxman about Poetry è il secondo album in studio del cantante inglese Billy Bragg.

## Realizzazione
Registrato tra il marzo e il luglio del 1986, presso il Livingston Studios di Londra e pubblicato nel settembre seguente dalla Go! Discs il disco venne prodotto da John Porter e Kenney Jones e si rivelò con il tempo il miglior successo commerciale di Bragg, raggiungendo l'ottava posizione nella Official Albums Chart.
Con un titolo ispirato ad una poesia di Vladimir Majakovskij, l'album rappresenta una svolta musicale e a fondere lo spirito e l'esuberanza dei lavori precedenti con arrangiamenti leggermente più elaborati arricchendo i tipici brani chitarra e voce con l'accompagnamento di strumenti inediti come piano, organo, violino e fiati, grazie anche ad un maggior utilizzo di musicisti coinvolti in studio.
Il disco venne preceduto dal singolo Levi Stubbs' Tears, un romantico omaggio al trio di produttori e autori di molti dei successi targati Motown, Holland-Dozier-Holland, che raggiunse la posizione numero 16 nella classifica inglese.
Il resto dell'album si divide tra brani più marcatamente politici, come l'apologia sindacale di There's Power in a Union, la critica al sistema imperialista americano di Help Save the Youth of America o quella al rampantismo sfrenato della classe politica inglese di Ideology (While we expect democracy they'are laughing on our face, and altough our cries get louder, their laughter gets louder still, above the sound of ideologies clashing), ad altri più sentimentali e romantici come Greetings to the New Brunette, Wishing the Days Away e Honey i'm a Big Boy Now.
Nel 2006, come parte di una serie di riedizioni di album del catalogo è stato rimasterizzato e ristampato per la prima volta su CD, con una serie di bonus tracks tra le quali: The Tracks of My Tears vecchio successo dei Miracles e Deportees di Woody Guthrie.

## Tracce
1. Greetings to the New Brunette – 3:29
2. Train Train – 2:11
3. The Marriage – 2:30
4. Ideology – 3:27
5. Levi Stubbs' Tears – 3:28
6. Honey, I'm a Big Boy Now – 4:05
7. There Is Power in a Union (Traditional) – 2:47
8. Help Save the Youth of America – 2:45
9. Wishing the Days Away – 2:28
10. The Passion – 2:52
11. The Warmest Room – 3:55
12. The Home Front – 4:09

## Musicisti
- Billy Bragg - voce, chitarra
- Kirsty MacColl - voce
- Johnny Marr - chitarra
- Dave Woodhead - tromba
- Kenny Craddock - organo, pianoforte
- Ken Jones - percussioni
- Simon Moreton - percussioni
- John Porter - chitarra, mandolino, basso
- Bobby Valentino - violino
- Dave Woodhead - tromba